# Ivo Felix
Ivo Felix (* 4. Dezember 1955 in Jilemnice) ist ein ehemaliger tschechoslowakischer Skispringer.

## Werdegang
Am 30. Dezember 1975 nahm Felix erstmals am Auftaktspringen zur Vierschanzentournee 1975/76 teil und erreichte den 26. Platz. Auch in den folgenden Jahren bis 1979 nahm er an der Vierschanzentournee teil. Seine beste Platzierung war hier ein 19. Platz am 6. Januar 1976 in Bischofshofen. Bei den Olympischen Winterspielen 1976 in Innsbruck erreichte Felix auf der Normalschanze den 26. Platz.
1979 gehörte er zum Nationalkader der Tschechoslowakei für den neu geschaffenen Skisprung-Weltcup. In seiner ersten Saison sprang er insgesamt drei Springen. Bereits in seinem ersten Springen am 26. Januar 1980 in Zakopane erreichte er mit Platz 5 seine beste Einzelplatzierung. Am Ende der Weltcup-Saison 1979/80 stand er auf dem 58. Platz.

## Erfolge

### Weltcupplatzierungen
| Saison  | Platz | Punkte |
| ------- | ----- | ------ |
| 1979/80 | 58    | 14     |